# 小行星3153
小行星3153（3153 Lincoln）是一颗围绕太阳公转的小行星。1984年9月28日，布萊恩·A·史基夫在可可尼诺县发现了此天体。
該小行星以美國政治人物，第16任美國總統亞伯拉罕·林肯命名。
这颗小行星的绝对星等为347.3538973445141等。